# Obszar ochrony ścisłej Pod Dziadem
Obszar ochrony ścisłej Pod Dziadem – obszar ochrony ścisłej znajdujący się na terenie Wielkopolskiego Parku Narodowego, w pobliżu Jezior (gmina Mosina). Powierzchnia obszaru wynosi 13,70 ha.
Przedmiotem ochrony jest obszar leśny (kontynentalny bór mieszany na podłożu żwirowatym) położony wzdłuż i po obu stronach drogi Grajzerówki. Na terenie obszaru rosną 150-letnie: sosny zwyczajne, dęby szypułkowe i bezszypułkowe. Domieszkę stanowią grab i klon jawor w wieku około 75–115 lat. Z jeżyn występuje tu endemit – jeżyna mosińska (zwana górecką, Rubus seebergensis). Oprócz tego w runie napotkać można takie rośliny jak: niecierpek pospolity, żankiel zwyczajny, lilia złotogłów i pierwiosnek lekarski. Osobliwością owadzią jest natomiast mrówka amazonka.
Nazwa obszaru wywodzi się od nieistniejącego już drzewa – potężnego dębu Dziada, który rósł w tym rejonie, przy drodze do Trzebawia. W pobliżu stoi Głaz Leśników oraz przebiega szlak turystyczny  czerwony z Puszczykówka do Osowej Góry. Przy Grajzerówce istnieją duże, płatne parkingi.